# Achenbach (Adelsgeschlechter)
Achenbach ist der Name eines westfälisch-nassauischen Uradelsgeschlechts und zwei preußischen briefadeligen Geschlechtern.

## Westfälisch-nassauisches Uradelsgeschlecht

### Geschichte
Es handelt sich um ein an der Sieg ansässiges Geschlecht, das offenbar bereits Ende des 14. Jahrhunderts erloschen war. Aus der Familie erscheinen 1351 der Wepeling Dietrich als Burgmann des Grafen Otto von Nassau sowie 1361 Rorich als Burgmann zu Burg Wittgenstein. Ferner verglich sich Godebrecht Heppe von Achenbach 1364 mit dem Grafen Johann von Nassau-Merenberg, wurde dessen Vasall und öffnete ihm seinen Teil des Hauses Gilsbach. Ferner besaß die Familie in der Gemarkung Saßmannshausen den Rittersitz Dornhof.

### Wappen
Blasonierung: Im Schild ein Doppelhaken (Wolfsangel). 1361 erscheint dieser allein, 1365 von zwei Rosen begleitet. Eine weitere Variante zeigt im Schild den Haken von einer Rose begleitet und mit einem Herzchen belegt. Weder die Tingierung noch die Helmzier sind überliefert.

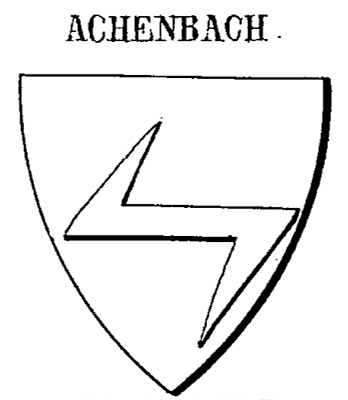
Wappen derer von Achenbach (1) bei Johann Siebmacher
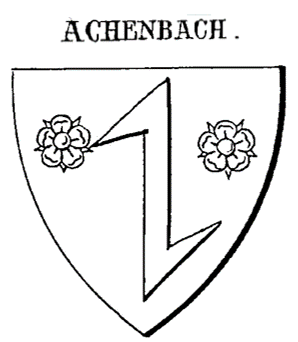
Wappen derer von Achenbach (2)
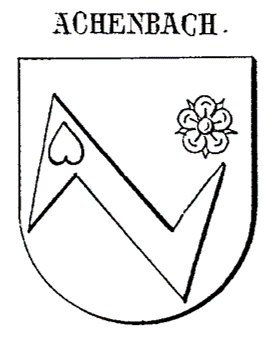
Wappen derer von Achenbach (3)

## Preußisches Briefadelsgeschlecht (1888)

### Geschichte
Am 5. Mai 1888 nobilitierte der preußische König in Charlottenburg den preußischen Staatsminister Heinrich Achenbach. Seine beiden Söhne Heinrich und Adolf von Achenbach setzten die Familie in männlicher Linie fort. Ferner hatte er eine Tochter namens Christine Karoline Julie Johanna (* 5. Juni 1860 in Bonn), die sich 1877 in Berlin mit Jeannot Graf von Monts de Mazin auf Jeroltschütz, Oberstleutnant a. D., vermählte.

### Familienmitglieder
- Heinrich von Achenbach (1829–1899), 1867–1898 Abgeordneter im Preußischen Landtag, 1873–1878 preußischer Handelsminister, 1874 Mitglied des Reichstages, 1878 Oberpräsident der Provinz Westpreußen, 1879–1899 Oberpräsident der Provinz Brandenburg
- Heinrich von Achenbach (Landrat) (1863–1933), Landrat des Kreises Höchst; Sohn von Heinrich von Achenbach
- Adolf von Achenbach (1866–1951), 1908–1931 Landrat des preußischen Kreises Teltow, 1922–1933 erster Vorsitzende des Deutschen Landkreistages; Sohn von Heinrich von Achenbach
- Richard Meyer von Achenbach (1883–1956), Diplomat, 1931–1935 Leiter der Ostabteilung des Auswärtigen Amtes; Schwiegersohn von Adolf von Achenbach (nahm den Familiennamen seiner Frau an)

### Wappen
Blasonierung: In Silber eine schwarze Wolfsangel, oben an jeder Seite von einer roten Rose begleitet. Auf dem gekrönten Helm die Wolfsangel inmitten eines offenen silbernen Fluges, dessen beide Flügel oben mit einer roten Rose belegt sind. Die Helmdecken sind links schwarz-silbern und rechts rot-silbern.

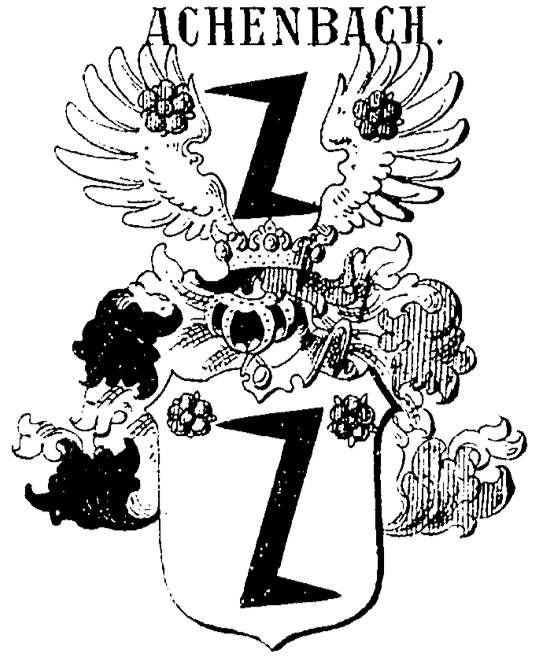
Wappen derer von Achenbach (1888) bei Johann Siebmacher

## Preußisches Briefadelsgeschlecht (1909)

### Geschichte
Die Familie stammt aus Wuppertal-Elberfeld. Am 27. Januar 1909 nobilitierte der preußische König in Berlin den preußischen Oberleutnant Benno Achenbach, dessen Ehe kinderlos blieb, womit durch seinen Tod 1936 und das Ableben seiner Ehefrau Martha von Achenbach 1947 dieses Adelsgeschlecht wieder erlosch.

### Familienmitglieder
- Benno von Achenbach (1861–1936), Begründer des nach ihm benannten Fahrsystems, Chef des Fuhrparks des Königlichen Marstalls Berlin; Sohn von Oswald Achenbach
- Oswald Achenbach (1827–1905), Landschaftsmaler, welcher der Düsseldorfer Malerschule zugerechnet wird

### Wappen
Blasonierung: Über Wasserwellen im Schildfuß ein Boot, in dem ein stehender Mann mit Hut ein Ruder eintaucht. Auf dem Schild eine Krone, aus der der Kopf eines Seeungeheuers wächst. Die Tingierung ist unbekannt.

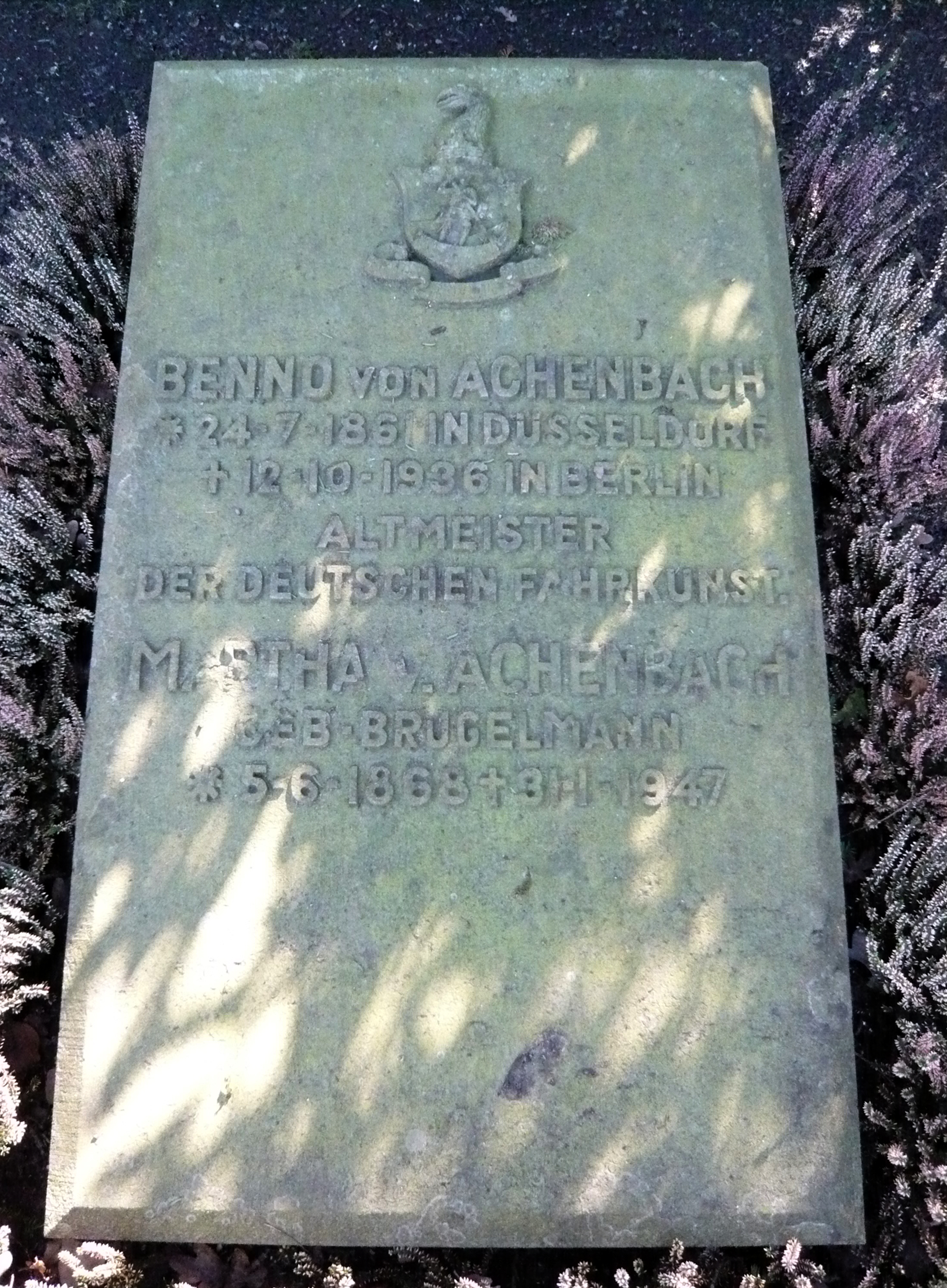
Wappen auf dem Grabstein von Benno von Achenbach